# Ulica księdza Stanisława Wilczewskiego w Katowicach
Ulica ks. dr. Stanisława Wilczewskiego w Katowicach – ulica w Katowicach, położona w zachodniej części miasta, na terenie dzielnicy Piotrowice-Ochojec.

## Charakterystyka

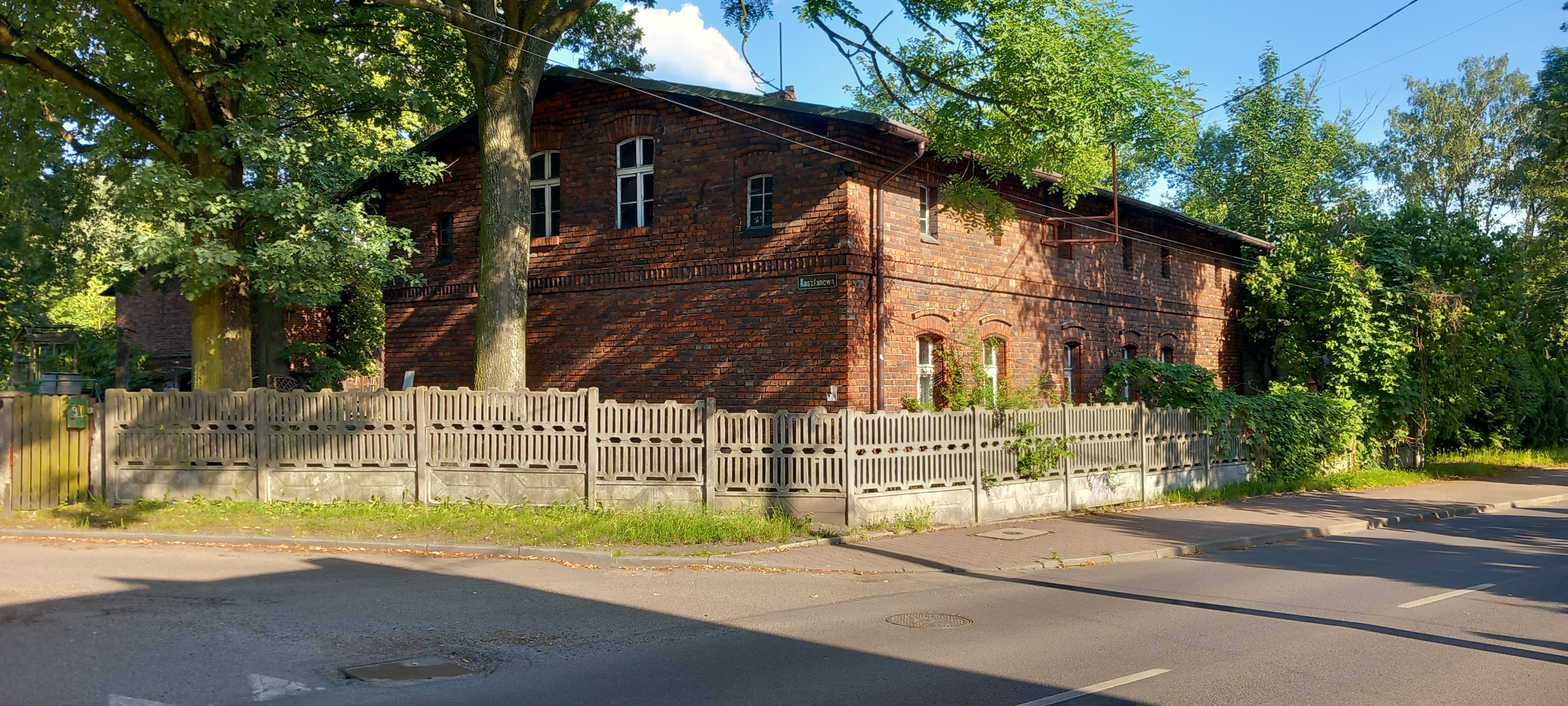
Ulica ks. dr. S. Wilczewskiego 9, róg z ulicą Kasztanową (2024)

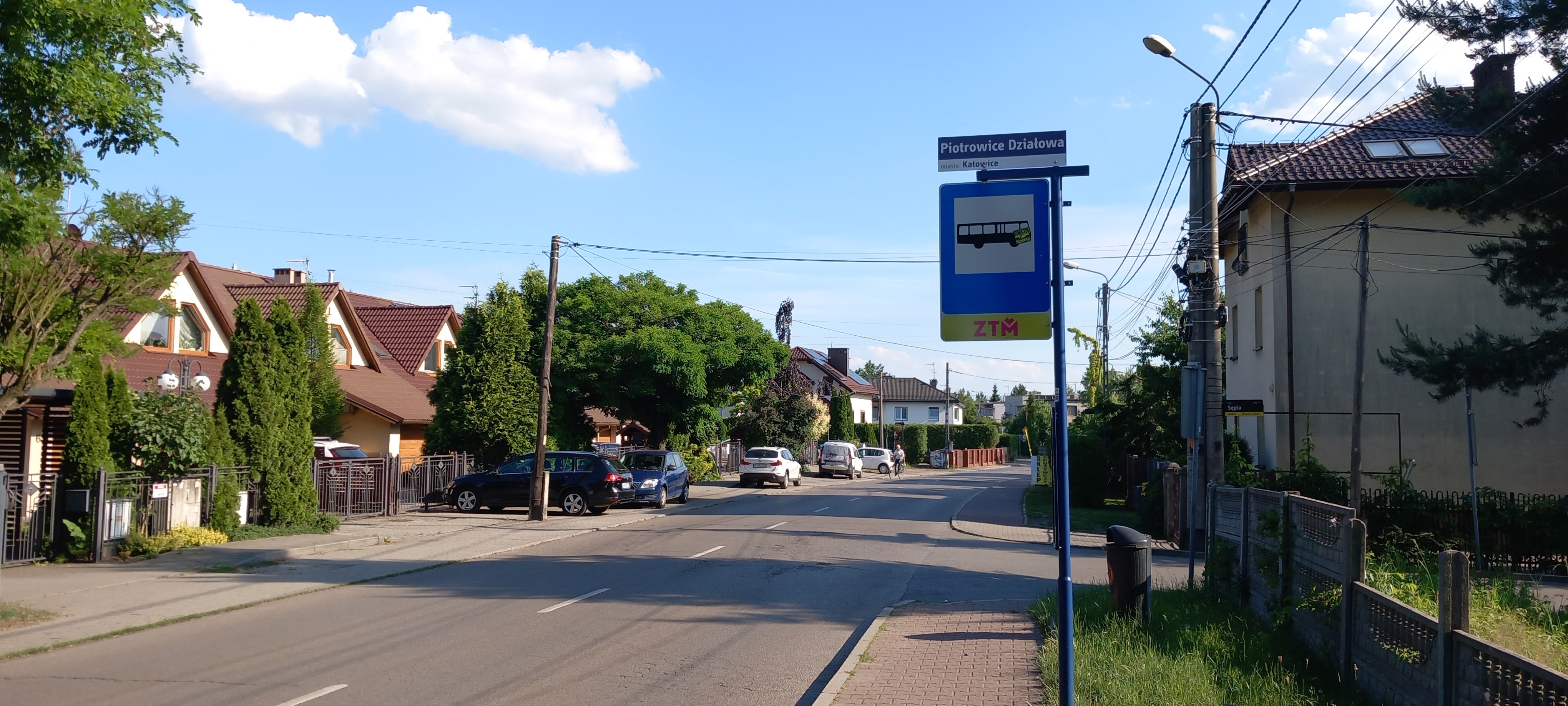
Ulica ks. dr. S. Wilczewskiego, przystanek Piotrowice Działowa (2024)

W całości biegnie przez jedną z części miasta Katowice – Piotrowice. Rozpoczyna swój bieg od skrzyżowania z ulicą gen. Z. Waltera-Jankego i ulicą M. Gierlotki. Następnie krzyżuje się kolejno z ulicami: Kasztanową, A. Grottgera, Wojska Polskiego, A. Kostki-Napierskiego, Niską, Honorowych Dawców Krwi, Działową i Sępią. Kończy swój bieg przy skrzyżowaniu z ulicą Dziewanny.
Jest to droga powiatowa nr 6545S o klasie drogi dojazdowej (Z). Posiada nawierzchnię bitumiczną o średniej szerokości 6 m
Przy ulicy swoją siedzibę mają (stan na styczeń 2025 roku): firmy i przedsiębiorstwa handlowo-usługowe, warsztat samochodowy, firmy transportowe, gabinety lekarskie, biuro rachunkowe i inne. Znajdują się dwa przystanki autobusowe Piotrowice Wojska Polskiego i Piotrowice Działowa, obsługiwane na zlecenie Zarządu Transportu Metropolitalnego (ZTM).
Swój dom przy tej ulicy miał Michał Gierlotka, gdzie 19 lutego 1919 roku odbyło się zaprzysiężenie pierwszych członków piotrowickiego oddziału Polskiej Organizacji Wojskowej Górnego Śląska. W dwudziestoleciu międzywojennym przy ulicy funkcjonowała kuchnia i jadłodajnia dla bezrobotnych, finansowana przez gminę Piotrowice. 
Do 1990 roku droga nosiła nazwę ulica Anieli Krzywoń, a obecnie nosi imię ks. Stanisława Wilczewskiego – proboszcza parafii wojskowej św. Kazimierza Królewicza w Katowicach w latach 1940–1948. 
W 2010 nieruchomość pod numerem 5 przekazano na rzecz Śląskiego Stowarzyszenia Alzheimerowskiego. W 2011 wybudowano fragment połączenia drogowego ulicy Tunelowej z ulicą ks. dr. S. Wilczewskiego w ramach przygotowania terenu pod budownictwo mieszkaniowe w rejonie ulicy Tunelowej.

## Obiekty zabytkowe i historyczne
Przy ulicy ks. dr. S. Wilczewskiego znajdują się następujące historyczne obiekty, objęte ochroną konserwatorską:
- Dom mieszkalny (ul. ks. dr. S. Wilczewskiego 9, róg z ul. Kasztanową) – z zapleczem gospodarczym i ogrodem; wzniesiony około 1900 roku[11],
- Dom mieszkalny (ul. gen. Z. Waltera-Jankego 203; na rogu z ul. ks. dr. S. Wilczewskiego) – wolnostojący, z zapleczem gospodarczym i ogrodem; wzniesiony w latach 20. XX wieku na działce narożnej[12],
- Dom mieszkalny (ul. ks. dr. S. Wilczewskiego 27) – wolnostojący, z zapleczem gospodarczym i ogrodem; wzniesiony na początku XX wieku[11],
- Willa mieszkalna (ul. ks. dr. S. Wilczewskiego 33) – wolnostojąca, objęta ochroną wraz z ogrodem i zapleczem gospodarczym (garaż); wzniesiona w latach 30. XX wieku[11].